# Sandie Richards
Angella "Sandie" Richards (Clarendon Park, 6 de novembro de 1968) é uma ex-velocista jamaicana dos 400 m rasos, campeã mundial e medalhista olímpica no revezamento 4x400 m. 
Ela também tem três medalhas de ouro indoor no Campeonato Mundial de Atletismo em Pista Coberta. Integrou a equipe jamaicana que conquistou o ouro mundial em Edmonton 2001 junto com Catherine Scott, Debbie Parris e Lorraine Fenton. Ainda no 4x400 m tem uma prata olímpica em Sydney 2000 e um bronze em Atenas 2004.